# Ptolemeu Philadelphus (Cleopatra)
Ptolemeu al XVII-lea Philadelphus (36 î.e.n. - 29 î.e.n.) a fost fiul reginei Cleopatra a VII-a a Egiptului și triumvirului roman Marc Antoniu.